# Burg Völkershausen
Die Burg Völkershausen ist eine abgegangene mittelalterliche Höhenburg der Herren von Völkershausen westsüdwestlich von Völkershausen, heute ein Stadtteil von Wanfried im Werra-Meißner-Kreis in Hessen.

## Lage
Die Burg lag auf einer kleinen 238 m hohen Bergkuppe im Schlierbachswald etwa 1,8 km westlich von Völkershausen und nördlich des Schlierbachtales, in das der Petersgraben mündet, der den Burgberg von Nord nach Süden in westlicher Richtung umfließt. Nach Osten wird der Burgberg durch eine Einkerbung mit Weg vom nordwestlich liegenden großflächigen Plateau des etwa 335 m hohen Ölberges getrennt. Heute ist nur noch der Flurname Alte Burg vom Burgstall bekannt. Etwa 1,5 km südlich im Teufelsthal liegt das erst im 18. Jahrhundert entstandene Gut Marienhof, ehemaliges Vorwerk des Rittergutes Völkershausen.

## Geschichte
Schon 874 soll mit Folcgershusun, Ort und Niederadelsgeschlecht derer von Völkershausen urkundlich sein; das Geschlecht bereits um 900 die Gerichtsbarkeit über mehrere Dörfer des Umlandes besessen haben. Dies wird heute als Fälschung in Urkunden des 10. Jahrhunderts angesehen. Gesichert urkundlich ist der Ort erst im beginnenden 13. Jahrhundert.
Wann die Burg entstanden ist, ist nicht bekannt.
Da die Burg nicht urkundlich wurde und die von Volkershausen im Ort schon im 14. Jahrhundert eine neue Anlage, das Rote Schloss und spätere Rittergut Völkershausen bauten, kann angenommen werden, dass sie im 14. Jahrhundert aufgegeben wurde und verfiel. 1416 verkauften die niederadligen Besitzer ihre hessischen Lehen an Apel Appe.
Sichtbare Baureste sind nicht mehr vorhanden. Archäologische Untersuchungen fanden bisher nicht statt. Daher sind auch kaum Aussagen möglich, ob das sichtbare Plateau künstlich, die noch ansatzweise runde Fläche auf dem Plateau mit einem Durchmesser von etwa 12 Metern und kaum noch sichtbare Wallreste im Westen bzw. Wallstrukturen am Bergfuß im Süden der Burg zuzuordnen sind oder wie die vielen sichtbaren Rückewege des Forstes neuzeitlichen Umgestaltungen zuzuordnen sind.